# Литвинов, Александр Дмитриевич
Александр Дмитриевич Литвинов (26 мая 1958) — советский борец греко-римского стиля, призёр чемпионата Европы, призёр чемпионата СССР, обладатель Кубка мира, мастер спорта СССР международного класса.

## Спортивная карьера
В 1978 году в финском Оулу стал чемпионом Европы среди молодёжи. В ноябре 1982 года стал обладателем Кубка мира в Будапеште, как в личном зачёте, так и в командном. В апреле 1983 на чемпионате Европы в Будапеште стал бронзовым призёром. В июне 1984 года во Фрайбурге стал победителем Гран-При Германии. В июне 1985 года в Красноярске завоевал бронзовую награду чемпионата СССР. В апреле 1986 года в греческом Пирее неудачно выступил на чемпионате Европы, в том же году завершил карьеру.

## Спортивные результаты
- Чемпионат Европы среди молодёжи 1978 —
- Кубок мира по борьбе 1982 — ;
- Кубок мира по борьбе 1982 (команда) — ;
- Чемпионат Европы по борьбе 1983 — ;
- Гран-При Германии 1984 — ;
- Чемпионат СССР по классической борьбе 1985 — ;
- Чемпионат Европы по борьбе 1986 — 4;